# Миљијарино (Ферара)
Миљијарино (итал. Migliarino) је насеље у Италији у округу Ферара, региону Емилија-Ромања.
Према процени из 2011. у насељу је живело 2763 становника. Насеље се налази на надморској висини од 4 м.

## Становништво
| 1931. | 1936. | 1951. | 1961. | 1971. | 1981. | 1991. | 2001. | 2011. |
| ----- | ----- | ----- | ----- | ----- | ----- | ----- | ----- | ----- |
| 7.742 | 7.866 | 7.475 | 5.461 | 4.287 | 4.357 | 4.029 | 3.674 | 3.695 |